# Christian Kabasele
Christian Kabasele (Lubumbashi, el 24 de febrer de 1991) és un jugador de futbol belga, que juga com a defensa a l'Udinese Calcio.
Ha estat jugador del Genk en la primera divisió de Bèlgica i de la selecció nacional belga.